# (21616) Guhagilford
(21616) Guhagilford (1999 JQ82) – planetoida z pasa głównego asteroid okrążająca Słońce w ciągu 3,62 lat w średniej odległości 2,36 j.a. Odkryta 12 maja 1999 roku.